# هاشم السمرجي
هاشم السمرجي (1939 - ) هو فنان تشكيلي عراقي، أقام عدد من المعارض في أوربا وبعض العواصم العربية مثل القاهرة وبيروت وعمان والكويت ودمشق وبغداد.

## حياته
ولد هاشم سمرجي في عام 1939 في مدينة الموصل، أكمل دراسته فيها عام 1954، ذهب الى بغداد لدراسة الرسم، حصل على دبلوم في الرسم من معهد الغنون الجميلة في بغداد عام 1957، بعد تخرجه عمل مدرساً للتربية الفنية لفترة وجيزة، بعدها أكمل دراسته الأكاديمية من قسم الرسم في كلية الفنون الجميلة بجامعة بغداد عام 1966، سافر الى أوربا وأقام العديد من المعارض فيها، ثم سافر الى السعودية وعمل مدرساً للرسم فيها لفترة قصيرة، ثم سافر الى البرتغال وحصل على منحة زمالة لدراسة فن الجرافيك فيها، في عام 1969 عاد الى العراق وأنظم الى جماعة نحو رؤيا جديدة مع فنانين آخرين أمثال محمد مهر الدين وضياء العزاوي، وأقام العديد من المعارض الجماعية والشخصية في بغداد والكويت، ليسافر بعدها الى لندن مع عائلته للإستقرار فيها.

## المعارض
- معرض الكتاب العالمي في لايبزك عام 1965.
- معرض الكرافيك العراقي في برلين عام 1966.
- معرض الفن العربي عام 1967.
- معرض انتركرافيك في برلين عام 1967.
- معرض رسم في لشبونة عام 1968.
- معرض البيناله العالمي الأول في بلجيكا عام 1969.
- معرض كرافيك بغداد ومعرض كرافيك بيروت عام 1969.
- معرض كرافيك الكويت ومعرض الملصقات الجدارية عام 1970.[4]

## الجوائز
- حاصل على الجائزة الأولى في معرض الفن العربي عام 1967.[5]